# Jon Kondelik
Jon Kondelik ist ein US-amerikanischer Schauspieler, Synchronsprecher, Filmproduzent, Filmregisseur, Drehbuchautor und Filmeditor.

## Leben
Sein Zwillingsbruder ist James Kondelik, der ebenfalls als Filmschaffender tätig ist. Sie treten unter dem Pseudonym The Kondelik Brothers in Erscheinung und leiten das Filmproduktionsunternehmen Dual Vision, das Jon Kondelik 2014 gründete.
Nachdem Kondelik 2010 eine Postproduktionsausbildung von einem Redaktionsinstitut in Burbank, Kalifornien, erhalten hatte, begann er seine Filmkarriere bei einem unabhängigen Filmstudio, das hauptsächlich für den Sender Syfy Filme produzierte. 2017 übernahm er die Produktion und die Regie von Spielfilmen für Automatic Entertainment mit den Titeln Snake Outta Compton und Jurassic Galaxy. Im selben Jahr bis 2018 folgte die Produktion von insgesamt 24 Episoden der Fernsehserie Malibu Dan the Family Man für Pure Flix. Von 2016 bis Ende 2019 besaß und leitete er eine Filmbühne im San Fernando Valley.

## Filmografie (Auswahl)

### Schauspieler
- 2008: Corpse Spy (Kurzfilm)
- 2010: Five Minutes Alone (Kurzfilm)
- 2011: The Amityville Haunting
- 2011: Are You Looking (Kurzfilm)
- 2012: The Haunting of Whaley House
- 2012: Super Cyclone
- 2012: Golden Winter – Wir suchen ein Zuhause (Golden Winter)
- 2012: Rise of the Zombies
- 2012: 40 Days and Nights
- 2012: 12/12/12
- 2013: The Silicon Assassin Project (Fernsehserie, eine Episode)
- 2013: Rest for the Wicked (Miniserie, Episode 1x02)
- 2014: Alpha House
- 2014: Airplane vs. Volcano
- 2014: The Ruffian
- 2014: #iKllr
- 2015: The Divine Tragedies
- 2018: Snake Outta Compton

### Synchronsprecher
- 2012: American Warships
- 2012: Nazi Sky – Die Rückkehr des Bösen (Nazis at the Centre of the Earth)
- 2012: Lord of the Elves – Das Zeitalter der Halblinge (Clash of the Empires)
- 2013: Tunnel Vision
- 2018: Truth

### Produzent
- 2013: M Is for Masochist (Kurzfilm)
- 2015: The Divine Tragedies
- 2016: Drowners (Kurzfilm)
- 2016: Beyond the Gates
- 2017–2018: Malibu Dan the Family Man (Fernsehserie, 24 Episoden)
- 2018: Behind the Walls
- 2018: Snake Outta Compton
- 2018: Jurassic Galaxy
- 2018: Truth
- 2019: Arctic Apocalypse
- 2019: Greenlight
- 2020: From the Depths

### Regie
- 2013: Rest for the Wicked (Mini-Serie, Episode 1x02)
- 2013: M Is for Masochist (Kurzfilm)
- 2014: Airplane vs. Volcano
- 2015: All Hallows’ Eve 2
- 2016: Drowners (Kurzfilm)
- 2016: Dam Sharks (Fernsehfilm)
- 2018: Behind the Walls
- 2018: Jurassic Galaxy
- 2018: Hornet – Beschützer der Erde (Hornet)
- 2019: Arctic Apocalypse

### Drehbuch
- 2013: M Is for Masochist (Kurzfilm)
- 2014: Airplane vs. Volcano
- 2015: A House Is Not a Home
- 2015: All Hallows’ Eve 2
- 2016: Drowners (Kurzfilm)
- 2018: Behind the Walls
- 2018: Snake Outta Compton

### Filmschnitt
- 2019: San Andreas Mega Quake
- 2019: Arctic Apocalypse